# Wilhelm His
Wilhelm His (senior) (Basilea, 1831-Leipzig, 1904) Anatomista, médico, fisiólogo y embriólogo suizo fundador de la histología e inventor del microtomo.
Estudió en Basilea, Berlín, Wurzburgo y Viena, y en 1857 fue nombrado profesor de anatomía y fisiología de Basilea y en 1872 de anatomía en Leipzig.

## Obra

### Historia de la biología
En su Zeitschrift für Anatomie und Entwicklungsgeschichte(Leipzig, desde 1875), realizó investigaciones históricas sobre la teoría de la generación y el descubrimiento del sistema linfático.

### Anatomía, embriología y fisiología
His se especializó en las investigaciones sobre la córnea y los vasos y el sistema nervioso. Después se dedicó especialmente á trabajos anatómicos y de historia del desarrollo de la anatomía. Con Rutimeyer publicó una obra acerca de las formas craneales de los suizos titulada Crania Helvética (Basilea, 1864). A sus estudios sobre la piel y las cavidades del cuerpo humano (1865) siguieron unas investigaciones sobre el desarrollo del cuerpo de los vertebrados (1868), el desarrollo del germen en el huevo de la gallina (1868), el desarrollo del sistema nervioso (1886), los neuroblastos y su formación en la médula embrionaria (1889); sobre la cuestión del crecimiento de los embriones de los vertebrados, y finalmente, sobre los varios grados de la formación encefálica de los vertebrados (1894). Sobre esto último escribió una de sus más importantes obras: Die Entwickelung des menschlichen Gehirns während der Ersten Monate (1894); también pertenecen á este género sus obras Unsere Körperform und das physiologische Problem ihrer Entstehung (Leipzig, 1874) y Anatomie menschlicher Embryonen (Leipzig, 18S0-85). La fisiología le debe importantes descubrimientos, tales como la formación de la sangre, de los vasos sanguíneos de la substancia de los tejidos conjuntivos, etc. Escribió, además: Die anatomische Nomenklatur (Leipzig, 1895); Archiv für Anatomie und Physiologie (Leipzig, 1877), y Lebenserinnerungen (1831-57).
Wilhelm His se opuso a las leyes de Karl Ernst von Baer, mostrando que los vertebrados, en estadios muy tempranos del desarrollo, y a pesar de estar caracterizados por los rasgos propios del "tipo", mostraban ya características propias de sus respectivas especies.

### Embriología experimentos..
Wilhelm His es considerado uno de los fundadores de la [embriología experimental] (Entwicklungsmechanik). Desde el punto de vista conceptual, His se opuso a la subordinación de la embriología a la filogenética abanderada por Ernst Haeckel y Carl Gegenbaur.
Desde el punto de vista técnico, su mejora del micrótomo fue esencial para el desarrollo de la embriología como disciplina autónoma. Gracias al nuevo aparato, se logró obtener series ininterrumpidas de secciones laminares del embrión. Describió, además, gran número de métodos de exploración microscópica (método del pincel y de la impregnación con plata), e inventó el modelado de los embriones juntando los cuadros de sección de tal manera, que obtenía una reconstrucción aumentada de la organización interna del animal.